# Fibroin
Fibroin är ett protein med β-struktur. Silkesfjärilens puppa är uppbyggd av trådar som huvudsakligen består av proteinerna fibroin och sericin, där fibroin är den huvudsakliga byggstenen hos silket medan sericinet är det klistriga materialet runt om.
Proteinet fibroin består av lager av antiparallella betaflak. Dessa flak ligger till stor del bakom den dragfasta styrkan hos materialet. Förutom att det är starkare än kevlar är fibroin också väldigt elastiskt. Detta gör proteinet till ett material med många användningsområden, bland annat biomedicin och textiltillverkning.